# Ombrone
L'Ombrone è un fiume dell'Italia centrale, che attraversa le province di Grosseto e di Siena.
Si tratta del secondo fiume più lungo della Regione, con una lunghezza pari a 161 km e una estensione del bacino pari a 3.494 km². Come volume d'acqua risulta invece il terzo dopo l'Arno e il Serchio. 
Il fiume Ombrone deve la sua portata iniziale soprattutto al fiume Merse, il suo maggiore affluente che nei periodi di secca estiva ha un corpo idrico costante superiore a quello dell'Ombrone prima della confluenza.

## Il corso del fiume

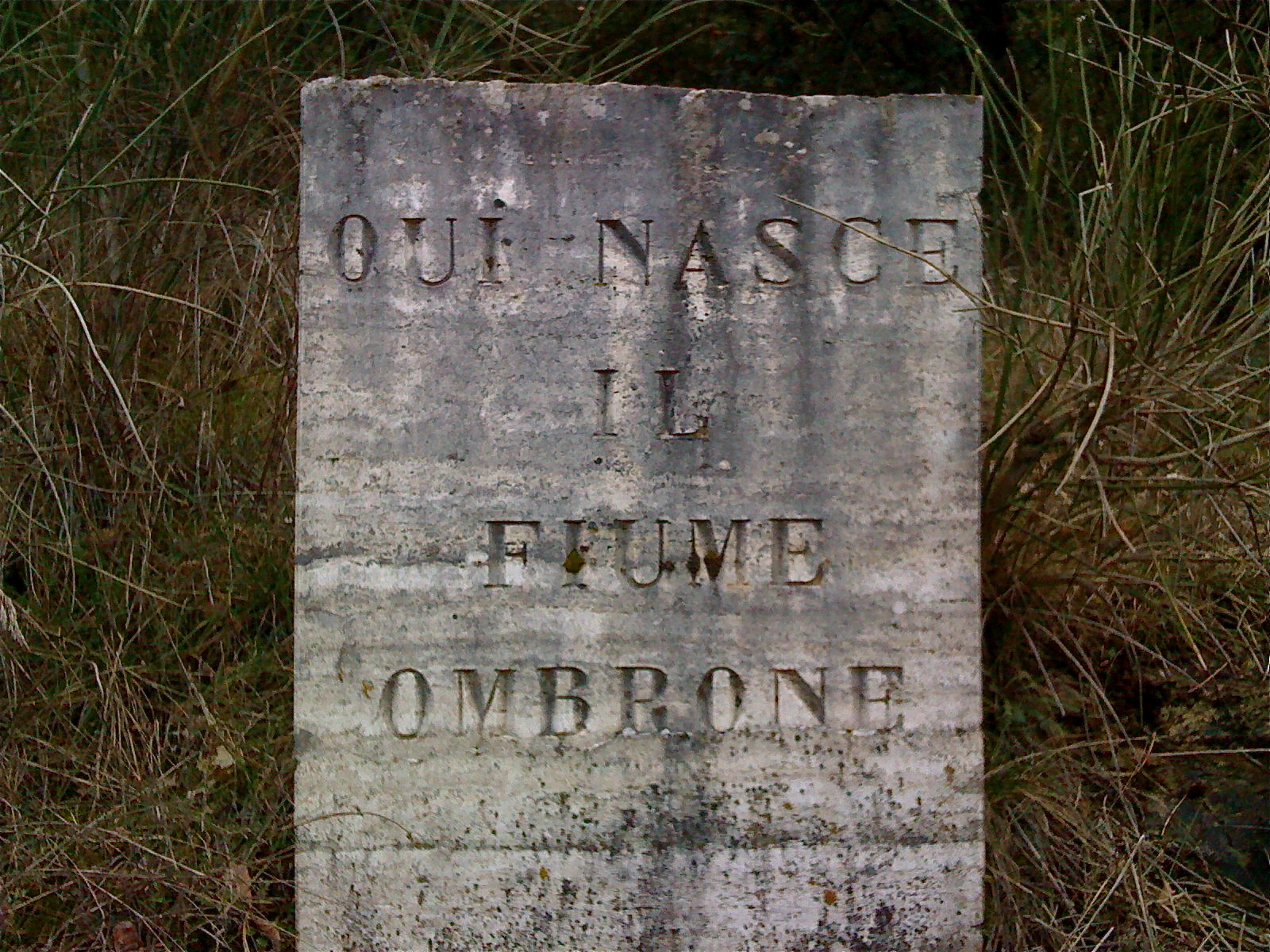
Cippo posto alle sorgenti dell'Ombrone (San Gusmè)

L'Ombrone nasce in località Campi, nei pressi di San Gusmè (nel comune di Castelnuovo Berardenga) sul lato sud-orientale dei Monti del Chianti.
Dopo un corso tortuoso e articolato, lungo il quale riceve importanti affluenti come l'Arbia, il Merse, l'Orcia e le Trasubbie, il fiume giunge in pianura presso Istia d'Ombrone, e il suo tracciato assume andamento meandriforme.
Quindi, dopo aver lambito la periferia orientale della città di Grosseto, attraversa per 12 km circa il Parco naturale della Maremma e infine sfocia a delta (anche se la sua foce è talvolta, erroneamente, ritenuta del tipo ad estuario) nel Mar Tirreno, a Bocca d'Ombrone. Nel suo corso l'Ombrone attraversa i comuni di Castelnuovo Berardenga, Rapolano Terme, Asciano, Buonconvento, Murlo, Montalcino, Civitella Paganico, Cinigiano, Campagnatico, Scansano e Grosseto.

## I ponti sull'Ombrone
Il fiume presenta 29 ponti dalla sorgente alla foce:
Ponti nella Provincia di Siena:
- Strada Comunale dell'Ambra (San Gusmè)
- Strada di Arceno (San Gusmè)
- Strada di Val di Sambra (Castelnuovo Berardenga)
- Strada delle Cerrete, Sestano (Castelnuovo Berardenga)
- Strada Provinciale 450 di Val d'Ambra, Colonna del Grillo (Castelnuovo Berardenga)
- Strada Statale 73 Senese Aretina, Colonna del Grillo (Castelnuovo Berardenga)
- Strada Statale 715 Siena-Bettolle, Colonna del Grillo (Castelnuovo Berardenga)
- Strada delle Chiarne, Monte Sante Marie (Asciano)
- Località Podere Torricella (Rapolano Terme)
- Località Podere Casanova (Rapolano Terme)
- Ferrovia Centrale Toscana (Asciano)
- Strada Provinciale 438 Lauretana (Asciano): Ponte del Garbo[3]
- Ferrovia Siena-Grosseto (Buonconvento)
- Strada Statale 2 Via Cassia (Buonconvento)
- Strada Provinciale 34/d di Murlo (Buonconvento): Ponte della Casanova[4]
- Ferrovia Siena-Grosseto (Buonconvento)
- Strada Provinciale 103 di Castiglion del Bosco (Montalcino)
- Ferrovia Siena-Grosseto (Murlo)
- Acquedotto del Vivo (Murlo)
- Ferrovia Siena-Grosseto (Montalcino)
- Ferrovia Murlo-Monte Antico (Montalcino)

Ponti nella Provincia di Grosseto:
- Strada Provinciale 64 Cipressino (Civitella Paganico)
- Strada Provinciale 7 Cinigianese, Sasso d'Ombrone (Cinigiano)
- Strada Provinciale 18 di Campagnatico (Campagnatico)
- Strada Provinciale 159 Scansanese (Grosseto)
- Strada Statale 1 Via Aurelia (Grosseto)
- Strada Provinciale 154 Spadino (Grosseto)
- Ferrovia Tirrenica (Grosseto)
- Strada Vecchia Aurelia (Grosseto): Ponte Eugenio Luigi Bellucci

## Caratteri idro-geologici
Il letto dell'Ombrone è particolarmente sedimentoso a causa della forte erodibilità delle formazioni plioceniche argilloso-sabbiose dei terreni su cui scorre, in particolare quelli costituenti le cosiddette "Crete senesi" (per lo più argille plioceniche glauconitiche sovraconsolidate): per questo stesso motivo, il suo deflusso torbido annuo (cioè la "portata" di sedimenti) è superiore addirittura a quello dell'Arno. In epoca granducale, questa caratteristica è stata sfruttata per bonificare in un tempo relativamente breve le paludi costiere che costituivano la Maremma toscana.
L'Ombrone (pur a fronte di una portata media pari a 32 m³/s), specialmente nel tratto a monte dell'affluente Orcia e soprattutto prima dell'apporto idrico del fiume Merse ( 15 m.c./secondo) che è il suo maggiore affluente,  è un fiume dal regime estremamente torrentizio, che alterna periodi di magra estremi in estate e turbinose piene in autunno.
Il 4 novembre 1966, a seguito di svariati giorni di violente precipitazioni, la portata crebbe sino a raggiungere l'eccezionale valore di 3.500 m³/s, così che il fiume invase gran parte delle campagne lungo il suo corso e la parte centro-meridionale della città di Grosseto.

Il 9 dicembre 1995 ha registrato invece il culmine della magra invernale più intensa osservata nell'Ombrone in tempi storici, paragonabile addirittura alle magre estive.
Si pensa che l'elevato arretramento dei lidi prossimali alla sua foce, rilevato a partire dagli anni trenta, e più accentuato lungo il lembo meridionale del delta, sia dovuto a un fenomeno di subsidenza legata al consolidamento dei depositi deltizi subattuali.

## Fauna
Nel corso principale del fiume i salmonidi sono rari, anzi, a parte quelli immessi durante i ripopolamenti, si possono definire del tutto assenti; i ciprinidi invece, sono numerosi tanto come numero di specie che come densità di popolazione. Alcune specie ittiche, come il cavedano, il barbo, l'alborella sono comuni ed abbondanti nel medio e basso corso del fiume.
Altre specie sono molto rare, vivono in ristrette aree del bacino e necessitano di protezione assoluta: il cavedano etrusco, considerato da Bianco (1984) endemico dei bacini dell'Ombrone, del Tevere e dell'Arno e, nel medio-alto corso il vairone, il ghiozzo di ruscello e la rovella.
Dalla fine del ventesimo secolo si è assistito ad una vera invasione di specie ittiche alloctone immesse per scopi sportivi o di specie da acquario rilasciate per abbandono come il carassio, il pesce gatto maculato, la pseudorasbora, la carpa, il pigo ed il barbo spagnolo.
Inoltre nelle acque del fiume e dei suoi affluenti sono presenti molte specie transfaunate dalla pianura Padana quali la lasca, la savetta ed il triotto.
Specie di risalita sono il cefalo ed il muggine labbrone, oltre alla laccia o cheppia: popolazioni di quest'ultima si possono ancora osservare durante il loro periodo di risalita, stazionamento e discesa in mare (primi di Aprile – seconda metà di Maggio), ma il tragitto di risalita di queste specie si esaurisce in prossimità dello sbarramento realizzato in località Steccaia privo d'impianto di risalita, non lontano da Istia d'Ombrone.
Notevole è stata la diminuzione (quasi sparizione) delle anguille, fatto del resto comune a tutto il bacino del Mediterraneo dal 1988 in poi.

## Storia
Ombrone è stato anche il nome di un dipartimento dell'Impero napoleonico con capoluogo Siena. Fu creato il 24 maggio 1808 dopo la conquista del Granducato di Toscana da parte dei francesi. Il fiume privo di argini fino alla fine del XVIII secolo, a seguito delle rovinose piene che distruggevano manufatti e bestiame, fu rettificato e irregimentato specie nel suo corso inferiore a valle di Istia, eliminando le ampie anse che ne rallentavano il corso (Poggio Cavallo, Volta di Sacco, Gorarella) e allontanandolo così anche dalla città di Grosseto. Vi si trovavano fino ai primi decenni del XX secolo anche alcuni traghetti, dove mancavano i ponti di barche, come quelli di S. Benedetto alla nave, presso Campagnatico, la barca di Istia, la barca di Grosseto alla Gorarella, la barca per la Grancia, la barca di Alberese, la barca della torre della Trappola sulla strada per Talamone.

## Brontidi
Con il termine ombrone o l'ombrone è indicato in alcune zone del Montefeltro un fenomeno di brontide locale, facendo intendere che sia causato dall'ombrone. È possibile che il termine ombrone sia una onomatopea e solo successivamente sia stato collegato dalla tradizione popolare al vicino fiume.